# Torrent (Girona)
Torrent este o localitate în Spania în comunitatea Catalonia în provincia Girona. În 2005 avea o populație de 188 locuitori.

Municipiu din Torrent

## Istoric
Cele mai vechi urme din Torrent dateaza de pe s.XI. In 1736 estiu unit cu Llofriu. În 1785 a fost independent pe primă dată.
1. 1 2   http://www.idescat.cat/pub/?id=aec&n=925&t=2016 Lipsește sau este vid: |title= (ajutor)